# Japanagromyza yoshimotoi
Japanagromyza yoshimotoi este o specie de muște din genul Japanagromyza, familia Agromyzidae, descrisă de Mitsuhiro Sasakawa în anul 1963. Conform Catalogue of Life specia Japanagromyza yoshimotoi nu are subspecii cunoscute.